# تیم ملی فوتسال ایران
تیم ملی فوتسال ایران، نماینده ایران در مسابقه‌های بین‌المللی فوتسال است و توسط کمیته فوتسال زیر نظر فدراسیون فوتبال ایران اداره می‌شود. ایران دارای قدرتمندترین تیم فوتسال در آسیا است و تاکنون ۱۳ بار در مسابقات قهرمانی فوتسال آسیا به عنوان قهرمانی رسیده است. براساس رده‌بندی جهانی در فوریه ۲۰۱۹، ایران در رده‌بندی جهانی فوتسال پس از برزیل و اسپانیا در رده سوم و در رده‌بندی آسیایی در صدر قرار داشت. همچنین هم‌اکنون در رده ششم جهان قرار دارد.
تیم ملی فوتسال ایران از سال ۱۹۹۲ به این سو در تمام دوره‌های جام جهانی فوتسال شرکت داشته و در قهرمانی فوتسال جهان فیفا ۱۹۹۲ نخستین حضور خود در این جام و دومین دوره این جام توانست به مرحله نیمه نهایی صعود کند و به مقام چهارم برسد. این تیم همچنین موفق شد در جام جهانی کوچک فوتسال ۲۰۰۷ که در برزیل برگزار می‌شد به بازی پایانی مسابقات برسد. این تیم در مسابقات جام جهانی فوتسال در سال ۲۰۱۶ که در کلمبیا برگزار شد موفق شد با حذف برزیل، پرافتخارترین تیم جهان، در مرحله حذفی به پدیده مسابقات تبدیل شود و در نهایت با پیروزی در برابر پرتغال، در دیدار رده‌بندی به مقام سوم این جام دست یابد.
تیم ملی فوتسال ایران همواره در جام ملت‌های فوتسال آسیا جزو سه تیم برتر قاره کهن بوده و در فوتسال جهان نیز به عنوان تیمی قدرتمند و صاحب سبک شناخته می‌شود.

## نتایج

### مجموع
آخرین به روز رسانی تا پنجم اردیبهشت 1403
| دهه       | بازی | برد | مساوی | باخت | گل زده | گل خورده | تفاضل گل |
| --------- | ---- | --- | ----- | ---- | ------ | -------- | -------- |
| ۱۹۹۰–۱۹۹۹ | ۳۱   | ۲۲  | ۰     | ۹    | ۲۴۰    | ۹۲       | +۱۴۸     |
| ۲۰۰۰–۲۰۰۹ | ۱۶۰  | ۱۰۵ | ۱۷    | ۳۸   | ۹۴۹    | ۳۷۳      | +۵۷۶     |
| ۲۰۱۰–۲۰۱۹ | ۱۷۲  | ۱۱۶ | ۳۱    | ۲۵   | ۸۷۵    | ۳۵۲      | +۵۲۳     |
| ۲۰۲۰–۲۰۲۹ | ۵۷   | ۴۶  | ۲     | ۹    | ۲۵۲    | ۸۵       | +۱۶۷     |
| مجموع     | ۴۲۰  | ۲۸۹ | ۵۰    | ۸۱   | ۲۳۱۶   | ۹۰۱      | +۱۴۱۴    |

### ۱۹۹۰ تا ۱۹۹۹
| Year  | Pld | W  | D | L | GF  | GA | GD   |
| ----- | --- | -- | - | - | --- | -- | ---- |
| ۱۹۹۰  | ۰   | ۰  | ۰ | ۰ | ۰   | ۰  | ۰    |
| ۱۹۹۱  | ۰   | ۰  | ۰ | ۰ | ۰   | ۰  | ۰    |
| ۱۹۹۲  | ۱۰  | ۷  | ۰ | ۳ | ۶۱  | ۳۸ | +۲۳  |
| ۱۹۹۳  | ۰   | ۰  | ۰ | ۰ | ۰   | ۰  | ۰    |
| ۱۹۹۴  | ۰   | ۰  | ۰ | ۰ | ۰   | ۰  | ۰    |
| ۱۹۹۵  | ۱   | ۱  | ۰ | ۰ | ۲   | ۱  | +۱   |
| ۱۹۹۶  | ۸   | ۶  | ۰ | ۲ | ۶۵  | ۲۶ | +۳۹  |
| ۱۹۹۷  | ۴   | ۲  | ۰ | ۲ | ۲۰  | ۱۴ | +۶   |
| ۱۹۹۸  | ۰   | ۰  | ۰ | ۰ | ۰   | ۰  | ۰    |
| ۱۹۹۹  | ۸   | ۶  | ۰ | ۲ | ۹۲  | ۱۳ | +۷۹  |
| Total | ۳۱  | ۲۲ | ۰ | ۹ | ۲۴۰ | ۹۲ | +۱۴۸ |

نتایج سال ۱۹۹۵ ناقص است. در تورنمت امارات فقط نتیجه بازی با بلاروس ثبت شده و بقیه نتایج نامشخص است.

### ۲۰۰۰ تا ۲۰۰۹
| Year  | Pld | W   | D  | L  | GF  | GA  | GD   |
| ----- | --- | --- | -- | -- | --- | --- | ---- |
| ۲۰۰۰  | ۱۷  | ۱۰  | ۱  | ۶  | ۸۰  | ۴۳  | +۳۷  |
| ۲۰۰۱  | ۱۱  | ۱۰  | ۰  | ۱  | ۱۱۹ | ۲۰  | +۹۹  |
| ۲۰۰۲  | ۱۰  | ۷   | ۰  | ۳  | ۷۸  | ۲۲  | +۵۶  |
| ۲۰۰۳  | ۱۵  | ۹   | ۴  | ۲  | ۱۱۶ | ۳۷  | +۷۹  |
| ۲۰۰۴  | ۱۹  | ۱۱  | ۱  | ۷  | ۱۳۰ | ۶۶  | +۶۴  |
| ۲۰۰۵  | ۹   | ۷   | ۱  | ۱  | ۶۳  | ۱۸  | +۴۵  |
| ۲۰۰۶  | ۱۱  | ۶   | ۱  | ۴  | ۷۳  | ۲۹  | +۴۴  |
| ۲۰۰۷  | ۱۹  | ۱۵  | ۰  | ۴  | ۱۰۲ | ۴۶  | +۵۶  |
| ۲۰۰۸  | ۲۸  | ۱۹  | ۳  | ۶  | ۱۲۶ | ۴۳  | +۸۳  |
| ۲۰۰۹  | ۲۱  | ۱۱  | ۶  | ۴  | ۶۲  | ۴۹  | +۱۳  |
| Total | ۱۶۰ | ۱۰۵ | ۱۷ | ۳۸ | ۹۴۹ | ۳۷۳ | +۵۷۶ |

### ۲۰۱۰ تا ۲۰۱۹
| Year  | Pld | W   | D  | L  | GF  | GA  | GD   |
| ----- | --- | --- | -- | -- | --- | --- | ---- |
| ۲۰۱۰  | ۱۹  | ۱۴  | ۳  | ۲  | ۱۰۵ | ۴۱  | +۶۴  |
| ۲۰۱۱  | ۱۸  | ۹   | ۳  | ۶  | ۶۷  | ۴۰  | +۲۷  |
| ۲۰۱۲  | ۲۴  | ۱۵  | ۵  | ۴  | ۱۱۵ | ۴۰  | +۷۵  |
| ۲۰۱۳  | ۲۰  | ۱۴  | ۴  | ۲  | ۱۰۸ | ۴۶  | +۶۲  |
| ۲۰۱۴  | ۱۵  | ۱۱  | ۳  | ۱  | ۹۶  | ۲۴  | +۷۲  |
| ۲۰۱۵  | ۱۶  | ۱۱  | ۲  | ۳  | ۶۵  | ۲۶  | +۳۹  |
| ۲۰۱۶  | ۲۰  | ۱۲  | ۴  | ۴  | ۹۸  | ۵۳  | +۴۵  |
| ۲۰۱۷  | ۱۵  | ۱۲  | ۲  | ۱  | ۱۰۲ | ۲۹  | +۷۳  |
| ۲۰۱۸  | ۱۵  | ۱۲  | ۳  | ۰  | ۷۷  | ۲۱  | +۵۶  |
| ۲۰۱۹  | ۱۰  | ۶   | ۲  | ۲  | ۴۲  | ۳۲  | +۱۰  |
| Total | ۱۷۲ | ۱۱۶ | ۳۱ | ۲۵ | ۸۷۵ | ۳۵۲ | +۵۲۳ |

### ۲۰۲۰ تا ۲۰۲۹
| Year  | Pld | W  | D | L | GF  | GA | GD   |
| ----- | --- | -- | - | - | --- | -- | ---- |
| ۲۰۲۰  | ۲   | ۲  | ۰ | ۰ | ۵   | ۳  | +۲   |
| ۲۰۲۱  | ۱۴  | ۱۰ | ۱ | ۳ | ۶۷  | ۳۶ | +۳۱  |
| ۲۰۲۲  | ۱۴  | ۱۱ | ۱ | ۲ | ۸۰  | ۱۶ | +۶۴  |
| ۲۰۲۳  | ۲۰  | ۱۷ | ۰ | ۳ | ۷۰  | ۱۸ | +۵۲  |
| ۲۰۲۴  | ۸   | ۶  | ۰ | ۱ | ۳۴  | ۱۳ | +۲۱  |
| Total | ۵۷  | ۴۶ | ۲ | ۹ | ۲۵۲ | ۸۵ | +۱۶۹ |

## رکوردهای انفرادی

### بازی ملی
1. وحید شمسایی ۱۸۹ بازی ملی
2. علی اصغر حسن‌زاده ۱۸۳ بازی ملی
3. حسین طیبی ۱۳۰ بازی ملی

### گل ملی
1. وحید شمسایی ۳۹۲ گل ملی
2. علی اصغر حسن‌زاده ۱۴۳ گل ملی
3. حسین طیبی +۱۰۰ گل ملی

## رکوردهای تیمی

### جایزه‌ها
۱۰ بار از ۱۴ بار جایزه سال فوتسالیست سال آسیا که در سال‌های ۲۰۰۶ تا ۲۰۲۲ اهدا شده به نفرات تیم ملی ایران رسیده است. علی اصغر حسن‌زاده ۴ بار، وحید شمسایی ۳ بار، محمد طاهری و محمد کشاورز و مسلم اولادقباد هم یک بار برنده این جایزه شده‌اند.
از نظر تیمی هم از سال ۲۰۰۲ تا سال ۲۰۱۵ هم ۱۲ بار جایزه تیم برتر آسیا به تیم‌های ملی فوتسال اهدا شده است که ایران با ۷ بار بیش‌ترین برنده این جایزه بوده است.

### نتیجه‌های برتر
ایران در طول تاریخ جام ملت‌ها یکه‌تاز فوتسال آسیا بوده و نکته قابل توجه این است که در بین ۱۵ حریفی که در جام ملت‌های آسیا ۲۰۲۴ حضور دارند ۷ تیم بدترین نتایج تاریخ خود را برابر تیم ملی کشورمان کسب کرده‌اند:
1. ایران ۲۱–۰ قرقیزستان
2. ایران ۱۹–۲ تاجیکستان
3. ایران ۱۸–۲ کویت
4. ایران ۱۵–۱ عربستان
5. ایران ۱۴–۱ کره جنوبی
6. ایران ۱۳–۱ ویتنام و ایران ۱۴–۲ ویتنام
7. ایران ۱۳–۲ عراق

همچنین تیم‌های دیگری بدترین نتایج تاریخ خود را برابر ایران گرفته‌اند:
1. ایران ۳۶–۰ سنگاپور
2. ایران ۲۷–۲ بوتان
3. ایران ۲۴–۱ کامبوج
4. ایران ۲۰–۱ اندونزی
5. ایران ۱۹–۱ فلسطین
6. ایران ۱۷–۰ مالزی
7. ایران ۱۶–۱ تایوان
8. ایران ۱۶–۱ تاهیتی
9. ایران ۱۵–۰ هنگ کنگ
10. ایران ۱۵–۲ لبنان
11. ایران ۱۳–۰ امارات
12. ایران ۱۴–۲ قزاقستان
13. ایران ۱۲–۱ اردن

### برد یکطرفه
برد ایران ۳۶–۰ سنگاپور در سال ۱۹۹۹ بعد از دو نتیجه برتری مطلق برزیل و پرتغال برابر تیم تیمورشرقی سومین برد یکطرفه (بلو اوت) در تاریخ فوتسال مردان جهان است. از سال ۱۹۹۹ تا ۲۰۰۶ این رکورد دست ایران بود. از سال ۱۹۹۱ تا ۱۹۹۹ رکورد با برتری ۳۸–۳ برزیل مقابل اروگوئه بود.
1. برزیل ۷۶–۰ تیمورشرقی ۲۰۰۶
2. پرتغال ۵۶–۰ تیمورشرقی ۲۰۰۶
3. ایران ۳۶–۰ سنگاپور ۱۹۹۹
4. برزیل ۳۸–۳ اروگوئه ۱۹۹۱

### تعداد بازی ملی
تا سوم اردیبهشت ۱۴۰۳ ایران از نظر تعداد بازی ملی تیم هفتم جهان و اول آسیا است:
1. برزیل ۶۴۵ بازی
2. اسپانیا ۵۰۵ بازی
3. ایتالیا ۴۸۶ بازی
4. مجارستان ۴۷۰ بازی
5. هلند ۴۴۶ بازی
6. آرژانتین ۴۲۳ بازی
7. ایران ۴۱۳ بازی

### تعداد گل‌های ملی
در سال ۲۰۲۴ ایران بیش از ۲۳۰۰ گل در بازی‌های ملی به ثمر رسانده است که از این نظر تنها برزیل و تایلند بیش از ۲۰۰۰ گل ملی دارند. از نظر تفاضل گل در مجموع تمام بازی‌های ملی نیز با بیش +۱۴۰۰ تفاضل مثبت پس از برزیل در جهان دوم است.

### رده‌بندی
در بیست سال اخیر اغلب اول و در زمان‌های کوتاهی دوم و سوم آسیا بوده است. در تمامی سال‌ها جزو ده تیم اول رده‌بندی جهان بوده است.

## عناوین و عملکرد

### جام جهانی
| ۱۹۸۹  | راه نیافت     | راه نیافت | راه نیافت | راه نیافت | راه نیافت | راه نیافت | راه نیافت | راه نیافت | راه نیافت | راه نیافت |
| ۱۹۹۲  | چهارم         | ۸         | ۵         | ۰         | ۳         | ۳۶        | ۳۱        | ۱۵        |           |           |
| ۱۹۹۶  | دور گروهی     | ۳         | ۲         | ۰         | ۲         | ۱۲        | ۱۴        | ۳         |           |           |
| ۲۰۰۰  | دور گروهی     | ۳         | ۱         | ۰         | ۲         | ۶         | ۷         | ۳         |           |           |
| ۲۰۰۴  | دور گروهی     | ۳         | ۱         | ۰         | ۲         | ۹         | ۱۳        | ۳         |           |           |
| ۲۰۰۸  | یک‌هشتم نهایی  | ۷         | ۴         | ۲         | ۱         | ۲۴        | ۱۹        | ۱۴        |           |           |
| ۲۰۱۲  | یک‌هشتم نهایی  | ۴         | ۲         | ۱         | ۱         | ۹         | ۸         | ۷         |           |           |
| ۲۰۱۶  | سوم           | ۷         | ۲         | ۳         | ۲         | ۲۲        | ۲۴        | ۹         |           |           |
| ۲۰۲۱  | یک‌چهارم نهایی | ۵         | ۳         | ۰         | ۲         | ۱۹        | ۱۷        | ۹         |           |           |
| ۲۰۲۴  | یک‌هشتم نهایی  | ۴         | ۳         | ۰         | ۱         | ۲۳        | ۱۰        | ۹         |           |           |
| مجموع | ۱۰/۹          | ۴۴        | ۲۲        | ۶         | ۱۶        | ۱۶۰       | ۱۴۳       | ۷۲        |           |           |

### جام ملتهای آسیا
| جام ملت‌های آسیا | جام ملت‌های آسیا | جام ملت‌های آسیا | جام ملت‌های آسیا | جام ملت‌های آسیا | جام ملت‌های آسیا | جام ملت‌های آسیا | جام ملت‌های آسیا | عملکرد |
| سال             | دستاورد         | بازی            | برد             | مساوی           | باخت            | زده             | خورده           |        |
| --------------- | --------------- | --------------- | --------------- | --------------- | --------------- | --------------- | --------------- | ------ |
| ۱۹۹۹            | قهرمان          | ۶               | ۶               | ۰               | ۰               | ۹۰              | ۷               |        |
| ۲۰۰۰            | قهرمان          | ۶               | ۶               | ۰               | ۰               | ۵۶              | ۱۰              |        |
| ۲۰۰۱            | قهرمان          | ۷               | ۷               | ۰               | ۰               | ۹۷              | ۱۳              |        |
| ۲۰۰۲            | قهرمان          | ۶               | ۶               | ۰               | ۰               | ۶۱              | ۷               |        |
| ۲۰۰۳            | قهرمان          | ۶               | ۶               | ۰               | ۰               | ۶۰              | ۱۳              |        |
| ۲۰۰۴            | قهرمان          | ۷               | ۷               | ۰               | ۰               | ۸۱              | ۱۲              |        |
| ۲۰۰۵            | قهرمان          | ۸               | ۶               | ۱               | ۱               | ۵۸              | ۱۵              |        |
| ۲۰۰۶            | مقام سوم        | ۵               | ۴               | ۰               | ۱               | ۴۶              | ۱۲              |        |
| ۲۰۰۷            | قهرمان          | ۶               | ۶               | ۰               | ۰               | ۵۰              | ۹               |        |
| ۲۰۰۸            | قهرمان          | ۶               | ۶               | ۰               | ۰               | ۴۸              | ۲               |        |
| ۲۰۱۰            | قهرمان          | ۶               | ۶               | ۰               | ۰               | ۵۷              | ۹               |        |
| ۲۰۱۲            | مقام سوم        | ۶               | ۵               | ۰               | ۱               | ۴۵              | ۹               |        |
| ۲۰۱۴            | نایب قهرمان     | ۶               | ۵               | ۱               | ۰               | ۵۲              | ۸               |        |
| ۲۰۱۶            | قهرمان          | ۶               | ۶               | ۰               | ۰               | ۴۸              | ۴               |        |
| ۲۰۱۸            | قهرمان          | ۶               | ۶               | ۰               | ۰               | ۵۰              | ۶               |        |
| ۲۰۲۲            | نایب قهرمان     | ۶               | ۵               | ۰               | ۱               | ۳۹              | ۵               |        |
| ۲۰۲۴            | قهرمان          | ۶               | ۵               | ۱               | ۰               | ۲۵              | ۹               |        |
| مجموع           | ۱۷/۱۷           | ۱۰۵             | ۹۸              | ۳               | ۴               | ۹۶۳             | ۱۵۰             |        |

### فوتسال در بازی‌های آسیایی داخل سالن
| بازی‌های آسیایی داخل سالن | بازی‌های آسیایی داخل سالن | بازی‌های آسیایی داخل سالن | بازی‌های آسیایی داخل سالن | بازی‌های آسیایی داخل سالن | بازی‌های آسیایی داخل سالن | بازی‌های آسیایی داخل سالن | بازی‌های آسیایی داخل سالن |
| سال                      | دستاورد                  | بازی                     | برد                      | مساوی                    | باخت                     | زده                      | خورده                    |
| ------------------------ | ------------------------ | ------------------------ | ------------------------ | ------------------------ | ------------------------ | ------------------------ | ------------------------ |
| ۲۰۰۵                     | قهرمان آسیا              | ۵                        | ۵                        | ۰                        | ۰                        | ۴۱                       | ۳                        |
| ۲۰۰۷                     | قهرمان آسیا              | ۷                        | ۷                        | ۰                        | ۰                        | ۷۳                       | ۱۲                       |
| ۲۰۰۹                     | قهرمان آسیا              | ۵                        | ۴                        | ۱                        | ۰                        | ۶۴                       | ۷                        |
| مجموع                    | ۳/۳                      | ۱۷                       | ۱۶                       | ۱                        | ۰                        | ۱۷۸                      | ۲۲                       |

### جام کنفدراسیون‌ها
| جام کنفدراسیون‌ها |             |      |     |       |      |     |       |
| سال              | دستاورد     | بازی | برد | مساوی | باخت | زده | خورده |
| ۲۰۰۹             | قهرمان      | ۴    | ۴   | ۰     | ۰    | ۱۵  | ۴     |
| ۲۰۲۲             | نائب قهرمان | ۴    | ۴   | ۰     | ۰    | ۱۵  | ۴     |
| مجموع            | ۱/۱         | ۴    | ۴   | ۰     | ۰    | ۱۵  | ۴     |

### جایزه بزرگ فوتسال
| ۲۰۰۵–۲۰۰۶ | راه نیافت   | راه نیافت | راه نیافت | راه نیافت | راه نیافت | راه نیافت | راه نیافت | راه نیافت | راه نیافت | راه نیافت |
| ۲۰۰۷      | نایب قهرمان | ۶         | ۴         | ۰         | ۲         | ۱۹        | ۱۷        |           |           |           |
| ۲۰۰۸      | راه نیافت   | راه نیافت | راه نیافت | راه نیافت | راه نیافت | راه نیافت | راه نیافت | راه نیافت | راه نیافت | راه نیافت |
| ۲۰۰۹      | نایب قهرمان | ۶         | ۴         | ۱         | ۱         | ۲۶        | ۲۲        |           |           |           |
| ۲۰۱۰      | چهارم       | ۶         | ۳         | ۱         | ۲         | ۲۴        | ۱۵        |           |           |           |
| ۲۰۱۱      | چهارم       | ۶         | ۴         | ۰         | ۲         | ۲۴        | ۱۳        |           |           |           |
| مجموع     | ۳/۷         | ۲۴        | ۱۵        | ۲         | ۷         | ۹۱        | ۶۷        |           |           |           |

### غرب
|       |                   |                   |                   |                   |                   |                   |                   |                   |                   |                   |
| ۲۰۰۷  | قهرمان            | ۳                 | ۳                 | ۰                 | ۰                 | ۲۱                | ۴                 |                   |                   |                   |
| ۲۰۰۹  | وارد نشد          | وارد نشد          | وارد نشد          | وارد نشد          | وارد نشد          | وارد نشد          | وارد نشد          | وارد نشد          | وارد نشد          | وارد نشد          |
| ۲۰۱۲  | قهرمان            | ۴                 | ۴                 | ۰                 | ۰                 | ۴۰                | ۶                 |                   |                   |                   |
| ۲۰۲۲  | عدم عضویت در WAFF | عدم عضویت در WAFF | عدم عضویت در WAFF | عدم عضویت در WAFF | عدم عضویت در WAFF | عدم عضویت در WAFF | عدم عضویت در WAFF | عدم عضویت در WAFF | عدم عضویت در WAFF | عدم عضویت در WAFF |
| مجموع | ۲ قهرمانی         | ۷                 | ۷                 | ۰                 | ۰                 | ۶۱                | ۱۰                |                   |                   |                   |

### مرکز
۲۰۲۳: اول شد

### جام دوستانه چین
China International Futsal Tournament
| CFA Futsal International Tournaments - Changshu Record | CFA Futsal International Tournaments - Changshu Record | CFA Futsal International Tournaments - Changshu Record | CFA Futsal International Tournaments - Changshu Record | CFA Futsal International Tournaments - Changshu Record | CFA Futsal International Tournaments - Changshu Record | CFA Futsal International Tournaments - Changshu Record | CFA Futsal International Tournaments - Changshu Record | CFA Futsal International Tournaments - Changshu Record | CFA Futsal International Tournaments - Changshu Record |
| Year                                                   | Round                                                  | Pld                                                    | W                                                      | D                                                      | L                                                      | GS                                                     | GA                                                     | Dif                                                    | Pts                                                    |
| ------------------------------------------------------ | ------------------------------------------------------ | ------------------------------------------------------ | ------------------------------------------------------ | ------------------------------------------------------ | ------------------------------------------------------ | ------------------------------------------------------ | ------------------------------------------------------ | ------------------------------------------------------ | ------------------------------------------------------ |
| 2014                                                   | Did not enter                                          | –                                                      | –                                                      | –                                                      | –                                                      | –                                                      | –                                                      | –                                                      | –                                                      |
| 2015                                                   | Champions                                              | ۳                                                      | ۳                                                      | ۰                                                      | ۰                                                      | ۲۳                                                     | ۶                                                      | +۱۷                                                    | ۹                                                      |
| 2016                                                   | Did not enter                                          | –                                                      | –                                                      | –                                                      | –                                                      | –                                                      | –                                                      | –                                                      | –                                                      |
| 2017-1                                                 | Did not enter                                          | –                                                      | –                                                      | –                                                      | –                                                      | –                                                      | –                                                      | –                                                      | –                                                      |
| 2017-2                                                 | Did not enter                                          | –                                                      | –                                                      | –                                                      | –                                                      | –                                                      | –                                                      | –                                                      | –                                                      |
| Hangzhou International Futsal Tournaments Record       |                                                        |                                                        |                                                        |                                                        |                                                        |                                                        |                                                        |                                                        |                                                        |
| 2009                                                   | Third place                                            | ۳                                                      | ۰                                                      | ۲                                                      | ۱                                                      | ۱۰                                                     | ۱۱                                                     | -۱                                                     | ۲                                                      |
| 2010                                                   | Fourth place                                           | ۳                                                      | ۰                                                      | ۰                                                      | ۳                                                      | ۴                                                      | ۱۲                                                     | -۸                                                     | ۰                                                      |
| 2011                                                   | Third place                                            | ۴                                                      | ۱                                                      | ۲                                                      | ۱                                                      | ۱۵                                                     | ۱۰                                                     | +۵                                                     | ۵                                                      |
| 2012                                                   | Runners-up                                             | ۳                                                      | ۱                                                      | ۱                                                      | ۱                                                      | ۷                                                      | ۷                                                      | ۰                                                      | ۴                                                      |
| 2013                                                   | Champions                                              | ۳                                                      | ۳                                                      | ۰                                                      | ۰                                                      | ۱۴                                                     | ۶                                                      | +۸                                                     | ۹                                                      |
| 2014                                                   | Champions                                              | ۳                                                      | ۳                                                      | ۰                                                      | ۰                                                      | ۲۳                                                     | ۵                                                      | +۱۸                                                    | ۹                                                      |
| Total                                                  | ۷/۸                                                    | ۲۲                                                     | ۱۱                                                     | ۵                                                      | ۶                                                      | ۹۶                                                     | ۵۷                                                     | +۳۹                                                    | ۳۸                                                     |

Source:
- http://www.futsalplanet.com/agenda/agenda-01.asp?id=19529
- http://www.futsalplanet.com/agenda/agenda-01.asp?id=18700
- http://www.futsalplanet.com/agenda/agenda-01.asp?id=20679

### تایگر کاپ
| Tiger's Cup/World 5's Futsal record | Tiger's Cup/World 5's Futsal record | Tiger's Cup/World 5's Futsal record | Tiger's Cup/World 5's Futsal record | Tiger's Cup/World 5's Futsal record | Tiger's Cup/World 5's Futsal record | Tiger's Cup/World 5's Futsal record | Tiger's Cup/World 5's Futsal record | Tiger's Cup/World 5's Futsal record | Tiger's Cup/World 5's Futsal record |
| Year                                | Round                               | Pld                                 | W                                   | D                                   | L                                   | GS                                  | GA                                  | Dif                                 | Pts                                 |
| ----------------------------------- | ----------------------------------- | ----------------------------------- | ----------------------------------- | ----------------------------------- | ----------------------------------- | ----------------------------------- | ----------------------------------- | ----------------------------------- | ----------------------------------- |
| 1997                                | Fifth place                         | ۴                                   | ۲                                   | ۰                                   | ۲                                   | ۲۰                                  | ۱۴                                  | +۶                                  | ۶                                   |
| 1999                                | Did not enter                       | –                                   | –                                   | –                                   | –                                   | –                                   | –                                   | –                                   | –                                   |
| 2001                                | Fifth place                         | ۴                                   | ۳                                   | ۰                                   | ۱                                   | ۲۲                                  | ۷                                   | +۱۵                                 | ۹                                   |
| 2003                                | Third place                         | ۳                                   | ۲                                   | ۰                                   | ۱                                   | ۲۲                                  | ۴                                   | +۱۸                                 | ۶                                   |
| 2008                                | Fifth place                         | ۶                                   | ۴                                   | ۰                                   | ۲                                   | ۲۶                                  | ۱۱                                  | +۱۵                                 | ۱۲                                  |
| Total                               | ۴/۵                                 | ۱۷                                  | ۱۱                                  | ۰                                   | ۶                                   | ۹۰                                  | ۳۶                                  | +۵۴                                 | ۳۳                                  |

Source:
- http://www.rsssf.com/tablesf/futsal-tiger.html
- http://www.rsssf.com/tablesf/futs-kl-w5-03.html
- http://www.futsalplanet.com/agenda/agenda-01.asp?id=1522
- http://www.futsalplanet.com/agenda/agenda-01.asp?id=8311

### فوتسال موندیالیتو
| Futsal Mundialito record | Futsal Mundialito record | Futsal Mundialito record | Futsal Mundialito record | Futsal Mundialito record | Futsal Mundialito record | Futsal Mundialito record | Futsal Mundialito record | Futsal Mundialito record | Futsal Mundialito record |
| Year                     | Round                    | Pld                      | W                        | D                        | L                        | GS                       | GA                       | Dif                      | Pts                      |
| ------------------------ | ------------------------ | ------------------------ | ------------------------ | ------------------------ | ------------------------ | ------------------------ | ------------------------ | ------------------------ | ------------------------ |
| 1994                     | Did not enter            | -                        | -                        | -                        | -                        | -                        | -                        | -                        | -                        |
| 1995                     | Did not enter            | -                        | -                        | -                        | -                        | -                        | -                        | -                        | -                        |
| 1996                     | Did not enter            | -                        | -                        | -                        | -                        | -                        | -                        | -                        | -                        |
| 1998                     | Did not enter            | -                        | -                        | -                        | -                        | -                        | -                        | -                        | -                        |
| 2001                     | Did not enter            | -                        | -                        | -                        | -                        | -                        | -                        | -                        | -                        |
| 2002                     | Seventh place            | ۴                        | ۱                        | ۰                        | ۳                        | ۱۷                       | ۱۵                       | +۲                       | ۳                        |
| 2006                     | Did not enter            | -                        | -                        | -                        | -                        | -                        | -                        | -                        | -                        |
| 2007                     | Did not enter            | -                        | -                        | -                        | -                        | -                        | -                        | -                        | -                        |
| 2008                     | Did not enter            | -                        | -                        | -                        | -                        | -                        | -                        | -                        | -                        |
| Total                    | ۱/۹                      | ۴                        | ۱                        | ۰                        | ۳                        | ۱۷                       | ۱۵                       | +۲                       | ۳                        |

### مسابقات کوچک
this table consist of only senior A team Results (not include u21 and u23 match results)
| Four/Three Nations Cup record | Four/Three Nations Cup record | Four/Three Nations Cup record | Four/Three Nations Cup record | Four/Three Nations Cup record | Four/Three Nations Cup record | Four/Three Nations Cup record | Four/Three Nations Cup record | Four/Three Nations Cup record | Four/Three Nations Cup record |
| Year                          | Round                         | Pld                           | W                             | D                             | L                             | GS                            | GA                            | Dif                           | Pts                           |
| ----------------------------- | ----------------------------- | ----------------------------- | ----------------------------- | ----------------------------- | ----------------------------- | ----------------------------- | ----------------------------- | ----------------------------- | ----------------------------- |
| 1995 Abu Dhabi                | ?                             | ?                             | ۱                             | ?                             | ?                             | ۲                             | ۱                             | +۱                            | ۳                             |
| 2000 Rio Cup                  | Runners-up                    | ۴                             | ۲                             | ۰                             | ۲                             | ۱۲                            | ۱۳                            | -۱                            | ۶                             |
| 2000 Moscow Cup               | Runners-up                    | ۲                             | ۱                             | ۰                             | ۱                             | ۲                             | ۵                             | -۳                            | ۳                             |
| 2003 Tehran Cup               | Champions                     | ۲                             | ۱                             | ۱                             | ۰                             | ۲۲                            | ۴                             | +۱۸                           | ۴                             |
| 2004 Tehran Cup               | Champions                     | ۲                             | ۱                             | ۱                             | ۰                             | ۸                             | ۶                             | +۲                            | ۴                             |
| 2007 B Five Cup               | Runners-up                    | ۲                             | ۱                             | ۰                             | ۱                             | ۸                             | ۲                             | +۶                            | ۳                             |
| 2007 Fonix Cup                | Runners-up                    | ۳                             | ۲                             | ۰                             | ۱                             | ۱۲                            | ۱۴                            | -۲                            | ۶                             |
| 2008 Tehran Cup               | Champions                     | ۳                             | ۳                             | ۰                             | ۰                             | ۱۹                            | ۳                             | +۱۶                           | ۹                             |
| 2009 Tashkent Cup             | Champions                     | ۲                             | ۲                             | ۰                             | ۰                             | ۱۰                            | ۱                             | +۹                            | ۶                             |
| 2010 Thailand Cup             | Champions                     | ۳                             | ۳                             | ۰                             | ۰                             | ۹                             | ۵                             | +۴                            | ۹                             |
| 2016 Thailand Cup             | Third place                   | ۳                             | ۱                             | ۱                             | ۱                             | ۱۲                            | ۱۲                            | ۰                             | ۴                             |
| Total                         | ۱۱/۱۱                         | ۲۷                            | ۱۸                            | ۳                             | ۶                             | ۱۱۶                           | ۶۵                            | +۵۱                           | ۵۷                            |

### بازی‌های دوستانه
- This table consist of only 2 sided team friendly match results (not include 3 and 4 nations cup and other friendly and Minor Tournament).
- Also only official international "A" Senior matches (not include Youth, B Team and club team results).
- As 2۰ اوت ۲۰۱۷

| Year                | Pld | W  | D  | L  | GS  | GA  | Dif | Pts |
| ------------------- | --- | -- | -- | -- | --- | --- | --- | --- |
| 1996 Friendly Match | ۱   | ۱  | ۰  | ۰  | ۶   | ۴   | +۲  | ۳   |
| 1997 Friendly Match | ۰   | ۰  | ۰  | ۰  | ۰   | ۰   | ۰   | ۰   |
| 1998 Friendly Match | ۰   | ۰  | ۰  | ۰  | ۰   | ۰   | ۰   | ۰   |
| 1999 Friendly Match | ۲   | ۰  | ۰  | ۲  | ۲   | ۶   | -۴  | ۰   |
| 2000 Friendly Match | ۲   | ۰  | ۱  | ۱  | ۵   | ۶   | -۱  | ۱   |
| 2001 Friendly Match | ۰   | ۰  | ۰  | ۰  | ۰   | ۰   | ۰   | ۰   |
| 2002 Friendly Match | ۰   | ۰  | ۰  | ۰  | ۰   | ۰   | ۰   | ۰   |
| 2003 Friendly Match | ۴   | ۰  | ۳  | ۱  | ۱۲  | ۱۶  | -۴  | ۳   |
| 2004 Friendly Match | ۶   | ۱  | ۰  | ۵  | ۲۴  | ۳۵  | -۱۱ | ۳   |
| 2005 Friendly Match | ۱   | ۱  | ۰  | ۰  | ۵   | ۳   | +۲  | ۳   |
| 2006 Friendly Match | ۶   | ۲  | ۱  | ۳  | ۲۷  | ۱۷  | +۱۰ | ۷   |
| 2007 Friendly Match | ۴   | ۳  | ۱  | ۰  | ۱۷  | ۷   | +۱۰ | ۱۰  |
| 2008 Friendly Match | ۶   | ۲  | ۱  | ۳  | ۹   | ۸   | +۱  | ۷   |
| 2009 Friendly Match | ۱۴  | ۶  | ۳  | ۵  | ۳۵  | ۴۰  | -۵  | ۲۱  |
| 2010 Friendly Match | ۵   | ۲  | ۲  | ۱  | ۱۷  | ۱۴  | +۳  | ۸   |
| 2011 Friendly Match | ۱۰  | ۵  | ۱  | ۴  | ۳۷  | ۲۵  | +۱۲ | ۱۶  |
| 2012 Friendly Match | ۸   | ۵  | ۲  | ۱  | ۱۸  | ۱۳  | +۵  | ۱۷  |
| 2013 Friendly Match | ۸   | ۵  | ۳  | ۰  | ۴۵  | ۱۶  | +۲۹ | ۱۸  |
| 2014 Friendly Match | ۵   | ۳  | ۲  | ۰  | ۱۹  | ۵   | +۱۴ | ۱۱  |
| 2015 Friendly Match | ۸   | ۵  | ۱  | ۲  | ۱۹  | ۱۲  | +۷  | ۱۶  |
| 2016 Friendly Match | ۴   | ۳  | ۰  | ۱  | ۱۶  | ۱۲  | +۴  | ۹   |
| 2017 Friendly Match | ۴   | ۲  | ۱  | ۱  | ۱۵  | ۱۰  | +۵  | ۷   |
| Total               | ۹۸  | ۴۶ | ۲۲ | ۳۰ | ۳۳۰ | ۲۴۹ | +۸۱ | ۱۶۰ |

Source:
- http://www.futsalplanet.com/matches/index.asp

### All Time General Statistics Record/Overview of Results
- As 2۰ اوت ۲۰۱۷

| Tournament                          | Pld | W   | D  | L  | GS   | GA  | Dif   | Pts |
| ----------------------------------- | --- | --- | -- | -- | ---- | --- | ----- | --- |
| FIFA World Cup Record               | ۳۵  | ۱۶  | ۶  | ۱۳ | ۱۱۸  | ۱۱۶ | +۲    | ۵۴  |
| FIFA World Cup Qualification Record | ۶   | ۶   | ۰  | ۰  | ۷۲   | ۱۶  | +۵۶   | ۱۸  |
| Asian Championship Record           | ۸۷  | ۸۲  | ۲  | ۳  | ۸۴۹  | ۱۳۰ | +۷۱۹  | ۲۴۸ |
| AIMAG Record                        | ۲۲  | ۲۱  | ۱  | ۰  | ۲۲۱  | ۳۱  | +۱۹۰  | ۶۴  |
| Grand Prix de Futsal Record         | ۳۸  | ۲۴  | ۳  | ۱۱ | ۱۵۴  | ۱۰۲ | +۵۲   | ۷۵  |
| Confederations Cup Record           | ۴   | ۴   | ۰  | ۰  | ۱۵   | ۴   | +۱۱   | ۱۲  |
| West Asian Championship Record      | ۷   | ۷   | ۰  | ۰  | ۶۱   | ۱۰  | +۵۱   | ۲۱  |
| China International Futsal Record   | ۲۲  | ۱۱  | ۵  | ۶  | ۹۶   | ۵۷  | +۳۹   | ۳۸  |
| Tiger's Cup/World 5's Futsal Record | ۱۷  | ۱۱  | ۰  | ۶  | ۹۰   | ۳۶  | +۵۴   | ۳۳  |
| Futsal Mundialito Record            | ۴   | ۱   | ۰  | ۳  | ۱۷   | ۱۵  | +۲    | ۳   |
| Minor Tournament Record             | ۲۷  | ۱۸  | ۳  | ۶  | ۱۱۶  | ۶۵  | +۵۱   | ۵۷  |
| Friendly Match Record               | ۹۸  | ۴۶  | ۲۲ | ۳۰ | ۳۳۰  | ۲۴۹ | +۸۱   | ۱۶۰ |
| Total                               | ۳۶۷ | ۲۴۷ | ۴۲ | ۷۸ | ۲۱۳۹ | ۸۳۰ | +۱۳۰۸ | ۷۸۳ |

Some of difference with futsal database (futsal planet) because of some mistake in futsal planet database:
- http://www.futsalplanet.com/matches/index.asp
- 1995 UAE Tournament not record complete
- 2000 in Rio de Janeiro Four Nations Cup iran 4-1 belgium not record
- 2013 Victory Day Women Cup Hungary vs Iran 2 - 2 (women mach record in men results)
- Some U21 and U23 match record in Senior team results (two match in 2011: Iran vs Russia 3 - 0 and Iran vs Russia 1 - 2 in U21 not Senior natinal team)
- futsal planet not record goals in extra time and record draw but win in extra time should be record win and win in penalty kicks should be record draw)
- iran 20-2 armenia in 2003 Tehran cup but record 10-2 in futsal planet.
- some of match between iran U21 and other national A team but because of lack of power source like to futsal planet we count this matches in friendly and total results table in this page:
- 2009 iran u21 4-3 Thailand national team
- 2009 iran u21 1-6 Thailand national team
- 2007 iran u21 2-1 Thailand national team
- 2007 iran u21 2-2 Thailand national team
- 2010 iran u21 0-4 Uzbekistan national team

## مربیان
- محمد مایلی‌کهن (۱۳۷۱)
- فرهاد کاظمی (۱۳۷۴)
- منصور پورحیدری (۱۳۷۵)
- حسین شمس (۱۳۷۸ – ۱۳۷۹)
- ویکتور هرمانس (۱۳۸۰)

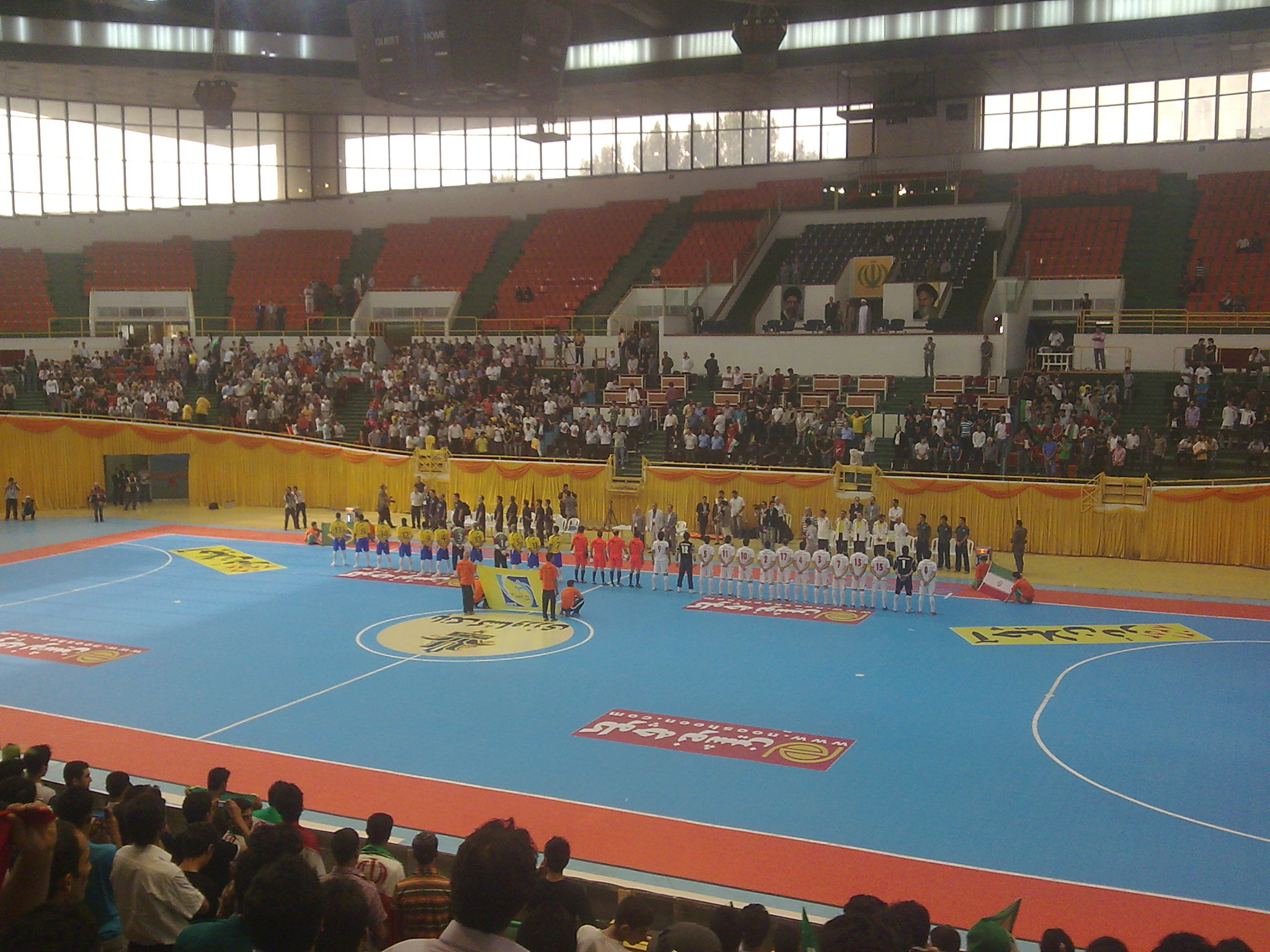
مسابقهٔ تدارکاتی ایران و برزیل در ورزشگاه آزادی

- محمدحسن انصاری‌فرد (۱۳۸۰ – ۱۳۸۳)
- جوراندیرو
- حسین شمس (۱۳۸۶ – ۱۳۸۹)
- علی صانعی (۱۳۹۰ – ۱۳۹۱)
- خسوس کاندلاس (۱۳۹۱ – ۱۳۹۴)
- محمد ناظم‌الشریعه (۱۳۹۴ –۱۴۰۰)
- وحید شمسایی (۱۴۰۰ – تا کنون)

## بازیکنان برجسته
- مهدی ابطحی
- محسن گروسی
- بهزاد غلامپور
- محمدرضا حیدریان
- اصغر قهرمانی
- مصطفی نظری
- محمد کشاورز
- بابک معصومی
- رضا ناصری
- سعید رجبی (آقای گل جام جهانی فوتسال ۱۹۹۲)
- وحید شمسایی (دومین گلزن برتر تاریخ فوتسال جهان)
- صادق ورمزیار
- علی اصغر حسن‌زاده (مرد سال فوتسال آسیا در سال‌های ۲۰۱۴، ۲۰۱۶ و ۲۰۱۷)
- حسین طیبی
- احمد اسماعیل پور (برنده مدال برنز بهترین بازیکن جام جهانی فوتسال ۲۰۱۶ کلمبیا)
- علیرضا وفایی
- مهدی جاوید
- محمد طاهری
- جاسم سلطانی (زننده اولین گل تاریخ تقابل ایران و برزیل)
- محمد رضا سنگ سفیدی
- ابوالقاسم عروجی
- وحید شفیعی
- اسماعیل عباسیان
- مهران عالیقدر

## بازیکنان در رقابت‌های گوناگون

### نام بازیکنان دعوت شده برایجام جهانی کوچک فوتسالبرزیل ۲۰۱۱
| نام              | باشگاه      |
| مصطفی نظری       | گیتی پسند   |
| مجتبی نصیرنیا    | گیتی پسند   |
| محمد هاشم‌زاده    | فولاد ماهان |
| محمد کشاورز      | گیتی پسند   |
| محمد طاهری       | فولاد ماهان |
| حسین طیبی        | فیروز       |
| جواد اصغری مقدم  | فولاد ماهان |
| علی‌اصغر حسن‌زاده  | فولاد ماهان |
| وحید شمسایی      | گیتی پسند   |
| احمد اسماعیل پور | شهید منصوری |
| محمود لطفی       | راه ساری    |
| مجید لطیفی       | شهید منصوری |
| مجید تیکدری‌نژاد  | شهید منصوری |
| حمید احمدی       | حفاری       |

### نام بازیکنان تیم ملی فوتسال اعزامی بهجام جهانی کوچک فوتسالبرزیل ۲۰۱۳
| نام              | باشگاه         |
| ---------------- | -------------- |
| علی اصغر حسن‌زاده | نوریل روسیه    |
| اسماعیل عباسیان  | چونبوری تایلند |
| علی کیایی        | منصوری قرچک    |
| فرهاد توکلی      | حفاری اهواز    |
| میثم خیام        | منصوری قرچک    |
| قدرت بهادری      | فرش آرا مشهد   |
| علیرضا وفایی     | ماهان تندیس قم |
| مجتبی حسن‌نژاد    | میثاق تهران    |
| وحید شفیعی       | دبیری تبریز    |
| حسین طیبی        | نوریل روسیه    |
| مجتبی نصیری نیا  | منصوری قرچک    |
| جواد اصغری مقدم  | دبیری تبریز    |
| فرهاد فخیم       | دبیری تبریز    |
| مسعود دانشور     | شنزن چین       |

### نام بازیکنان تیم ملی فوتسال اعزامی بهجام جهانی فوتسال ۲۰۱۶[۸]
| نام              | باشگاه           |
| ---------------- | ---------------- |
| سپهر محمدی       | گیتی پسند اصفهان |
| مهدی جاوید       | گیتی پسند اصفهان |
| علی‌اصغر حسن‌زاده  | گیتی پسند اصفهان |
| محمدرضا سنگ‌سفیدی | تأسیسات دریایی   |
| علیرضا صمیمی     | مس سنگون         |
| محمد طاهری       | شهروند ساری      |
| حسین طیبی        | تأسیسات دریایی   |
| مهران عالیقدر    | گیتی پسند اصفهان |
| افشین کاظمی      | شهید منصوری قرچک |
| احمد اسماعیل پور | گیتی پسند اصفهان |
| فرهاد توکلی      | ملی حفاری        |
| قدرت بهادری      | فرش آرای مشهد    |
| محمد کشاورز      | گیتی پسند اصفهان |
| حمید احمدی       | دبیری تبریز      |

### نام بازیکنان تیم ملی فوتسال اعزامی بهجام جهانی فوتسال ۲۰۲۱ لیتوانی[۹]
| نام              | باشگاه           |
| ---------------- | ---------------- |
| سپهر محمدی       | گیتی پسند اصفهان |
| باقر محمدی       | گیتی پسند اصفهان |
| فرهاد فخیم       | گیتی پسند اصفهان |
| حمید احمدی       | گیتی پسند اصفهان |
| محمدرضا سنگ‌سفیدی | تأسیسات دریایی   |
| علیرضا صمیمی     | مس سنگون         |
| علیرضا رفیعی پور | شهروند ساری      |
| حسین طیبی        | تأسیسات دریایی   |
| محمد شجری        | گیتی پسند اصفهان |
| محمدطاها نعمتیان |                  |
| مسلم اولادقباد   |                  |
| احمد اسماعیل پور | گیتی پسند اصفهان |
| فرهاد توکلی      | ملی حفاری        |
| مهدی جاوید       |                  |
| علی‌اصغر حسن‌زاده  |                  |
| سعید احمدعباسی   | دبیری تبریز      |

اسامی بازیکنان تیم ملی اعزامی به مسابقات مقدماتی جام ملتهای آسیا ۲۰۲۲
1. سعید مؤمنی
2. باقر محمدی
3. محمدرضا سنگ سفیدی
4. محمد حسین درخشانی
5. مرتضی عزتی
6. علی رفیعی پور
7. سالار آقاپور
8. مسعود عباسی
9. مسعود یوسف
10. حمزه کدخدایی
11. مهدی کریمی
12. مسلم اولادقباد
13. سعید احمدعباسی
14. حسین طیبی

| روسای کمیته فوتسال | مسئولیت                                                                         | از سال | تا سال |
| ------------------ | ------------------------------------------------------------------------------- | ------ | ------ |
| صادق درودگر        | بنیانگذار و اولین رئیس کمیته فوتسال و فوتبال ساحلی ایران و بنیانگذار لیگ فوتسال | ۱۹۹۶   | ۲۰۰۶   |
| عباس ترابیان       | رئیس کمیته فوتسال                                                               | ۲۰۰۸   | ۲۰۱۲   |
| رضا افتخاری        | رئیس کمیته فوتسال                                                               | ۲۰۱۲   | ۲۰۱۶   |

## رده‌بندی تیم‌ها درجام ملت‌های آسیا ۲۰۱۴
| رتبه | تیم        | بازی | برد | مساوی | باخت | گل زده | گل خورده | گل تفاضل | امتیاز | دستاورد                                |
| ---- | ---------- | ---- | --- | ----- | ---- | ------ | -------- | -------- | ------ | -------------------------------------- |
| ۱    | ژاپن       | ۶    | ۴   | ۱     | ۱    | ۲۸     | ۷        | ۲۱+      | ۱۳     | قهرمان                                 |
| ۲    | ایران      | ۶    | ۵   | ۱     | ۰    | ۵۲     | ۸        | ۴۴+      | ۱۶     | نایب قهرمان                            |
| ۳    | ازبکستان   | ۵    | ۳   | ۱     | ۱    | ۱۳     | ۱۵       | ۲−       | ۱۰     | جایگاه سوم                             |
| ۴    | کویت       | ۵    | ۳   | ۰     | ۲    | ۱۷     | ۱۳       | ۴+       | ۹      | مقام چهارم                             |
|      |            |      |     |       |      |        |          |          |        |                                        |
| ۵    | تایلند     | ۴    | ۲   | ۱     | ۱    | ۱۷     | ۹        | ۸+       | ۷      | حضور در مرحله رده‌بندی (یک چهارم نهایی) |
| ۶    | استرالیا   | ۴    | ۲   | ۰     | ۲    | ۱۰     | ۱۴       | ۴−       | ۶      | حضور در مرحله رده‌بندی (یک چهارم نهایی) |
| ۷    | ویتنام (H) | ۴    | ۲   | ۰     | ۲    | ۱۷     | ۲۲       | ۵−       | ۶      | حضور در مرحله رده‌بندی (یک چهارم نهایی) |
| ۸    | لبنان      | ۴    | ۱   | ۱     | ۲    | ۱۴     | ۱۹       | ۵−       | ۴      | حضور در مرحله رده‌بندی (یک چهارم نهایی) |
|      |            |      |     |       |      |        |          |          |        |                                        |
| ۹    | عراق       | ۳    | ۲   | ۰     | ۱    | ۱۱     | ۷        | ۴+       | ۶      | مقام سوم در دور گروهی                  |
| ۱۰   | قرقیزستان  | ۳    | ۱   | ۱     | ۱    | ۵      | ۲۱       | ۱۶−      | ۴      | مقام سوم در دور گروهی                  |
| ۱۱   | تایوان     | ۳    | ۱   | ۰     | ۲    | ۱۰     | ۱۵       | ۵−       | ۳      | مقام سوم در دور گروهی                  |
| ۱۲   | اندونزی    | ۳    | ۱   | ۰     | ۲    | ۵      | ۱۳       | ۸−       | ۳      | مقام سوم در دور گروهی                  |
|      |            |      |     |       |      |        |          |          |        |                                        |
| ۱۳   | مالزی      | ۳    | ۱   | ۰     | ۲    | ۸      | ۱۱       | ۳−       | ۳      | مقام چهارم در دور گروهی                |
| ۱۴   | چین        | ۳    | ۰   | ۰     | ۳    | ۴      | ۱۸       | ۱۴−      | ۰      | مقام چهارم در دور گروهی                |
| ۱۵   | تاجیکستان  | ۳    | ۰   | ۰     | ۳    | ۵      | ۲۱       | ۱۶−      | ۰      | مقام چهارم در دور گروهی                |
| ۱۶   | کرهٔ جنوبی  | ۳    | ۰   | ۰     | ۳    | ۱      | ۱۹       | ۱۸−      | ۰      | مقام چهارم در دور گروهی                |

## رده‌بندی تیم‌ها درجام ملت‌های آسیا ۲۰۱۶
| رتبه | تیم           | بازی | برد | مساوی | باخت | گل زده | گل خورده | گل تفاضل | امتیاز | Final results                          |
| ---- | ------------- | ---- | --- | ----- | ---- | ------ | -------- | -------- | ------ | -------------------------------------- |
| ۱    | ایران         | ۶    | ۶   | ۰     | ۰    | ۴۸     | ۴        | ۴۴+      | ۱۸     | قهرمان                                 |
| ۲    | ازبکستان (H)  | ۶    | ۴   | ۱     | ۱    | ۱۵     | ۷        | ۸+       | ۱۳     | نایب قهرمان                            |
| ۳    | تایلند        | ۵    | ۴   | ۱     | ۰    | ۲۳     | ۱۰       | ۱۳+      | ۱۳     | جایگاه سوم                             |
| ۴    | ویتنام        | ۵    | ۲   | ۱     | ۲    | ۱۹     | ۲۵       | ۶−       | ۷      | مقام چهارم                             |
|      |               |      |     |       |      |        |          |          |        |                                        |
| ۵    | استرالیا      | ۴    | ۲   | ۰     | ۲    | ۹      | ۱۲       | ۳−       | ۶      | حضور در مرحله رده‌بندی (یک چهارم نهایی) |
| ۶    | قرقیزستان     | ۴    | ۱   | ۱     | ۲    | ۶      | ۷        | ۱−       | ۴      | حضور در مرحله رده‌بندی (یک چهارم نهایی) |
| ۷    | عراق          | ۴    | ۲   | ۰     | ۲    | ۱۲     | ۲۰       | ۸−       | ۶      | حضور در مرحله رده‌بندی (یک چهارم نهایی) |
| ۸    | ژاپن          | ۴    | ۳   | ۱     | ۰    | ۱۹     | ۶        | ۱۳+      | ۱۰     | حضور در مرحله رده‌بندی (یک چهارم نهایی) |
|      |               |      |     |       |      |        |          |          |        |                                        |
| ۹    | قطر           | ۳    | ۱   | ۰     | ۲    | ۸      | ۸        | ۰        | ۳      | مقام سوم در دور گروهی                  |
| ۱۰   | چین           | ۳    | ۱   | ۰     | ۲    | ۶      | ۱۴       | ۸−       | ۳      | مقام سوم در دور گروهی                  |
| ۱۱   | لبنان         | ۳    | ۰   | ۲     | ۱    | ۷      | ۹        | ۲−       | ۲      | مقام سوم در دور گروهی                  |
| ۱۲   | تایوان        | ۳    | ۰   | ۱     | ۲    | ۹      | ۱۵       | ۶−       | ۱      | مقام سوم در دور گروهی                  |
|      |               |      |     |       |      |        |          |          |        |                                        |
| ۱۳   | عربستان سعودی | ۳    | ۰   | ۱     | ۲    | ۷      | ۱۱       | ۴−       | ۱      | مقام چهارم در دور گروهی                |
| ۱۴   | تاجیکستان     | ۳    | ۰   | ۱     | ۲    | ۸      | ۱۶       | ۸−       | ۱      | مقام چهارم در دور گروهی                |
| ۱۵   | اردن          | ۳    | ۰   | ۰     | ۳    | ۴      | ۱۵       | ۱۱−      | ۰      | مقام چهارم در دور گروهی                |
| ۱۶   | مالزی         | ۳    | ۰   | ۰     | ۳    | ۴      | ۱۹       | ۱۵−      | ۰      | مقام چهارم در دور گروهی                |

## رده‌بندی تیم‌ها درجام ملت‌های آسیا ۲۰۱۸
| رتبه | تیم        | بازی | برد | مساوی | باخت | گل زده | گل خورده | گل تفاضل | امتیاز | Final results               |
| ---- | ---------- | ---- | --- | ----- | ---- | ------ | -------- | -------- | ------ | --------------------------- |
| ۱    | ایران      | ۶    | ۶   | ۰     | ۰    | ۵۰     | ۶        | ۴۴+      | ۱۸     | قهرمان                      |
| ۲    | ژاپن       | ۶    | ۵   | ۰     | ۱    | ۱۸     | ۱۰       | ۸+       | ۱۵     | نایب قهرمان                 |
| ۳    | ازبکستان   | ۶    | ۳   | ۱     | ۲    | ۲۷     | ۲۰       | ۷+       | ۱۰     | جایگاه سوم                  |
| ۴    | عراق       | ۶    | ۲   | ۲     | ۲    | ۱۶     | ۱۸       | ۲−       | ۸      | مقام چهارم                  |
|      |            |      |     |       |      |        |          |          |        |                             |
| ۵    | لبنان      | ۴    | ۲   | ۲     | ۰    | ۱۱     | ۷        | ۴+       | ۸      | حذف در مرحله یک چهارم نهایی |
| ۶    | تایلند     | ۴    | ۲   | ۰     | ۲    | ۱۶     | ۱۶       | ۰        | ۶      | حذف در مرحله یک چهارم نهایی |
| ۷    | ویتنام     | ۴    | ۲   | ۰     | ۲    | ۷      | ۷        | ۰        | ۶      | حذف در مرحله یک چهارم نهایی |
| ۸    | بحرین      | ۴    | ۱   | ۱     | ۲    | ۶      | ۷        | ۱−       | ۴      | حذف در مرحله یک چهارم نهایی |
|      |            |      |     |       |      |        |          |          |        |                             |
| ۹    | تایوان (H) | ۳    | ۱   | ۱     | ۱    | ۸      | ۹        | ۱−       | ۴      | مقام سوم در دور گروهی       |
| ۱۰   | قرقیزستان  | ۳    | ۱   | ۱     | ۱    | ۶      | ۱۱       | ۵−       | ۴      | مقام سوم در دور گروهی       |
| ۱۱   | تاجیکستان  | ۳    | ۱   | ۰     | ۲    | ۱۱     | ۸        | ۳+       | ۳      | مقام سوم در دور گروهی       |
| ۱۲   | چین        | ۳    | ۱   | ۰     | ۲    | ۸      | ۱۸       | ۱۰−      | ۳      | مقام سوم در دور گروهی       |
|      |            |      |     |       |      |        |          |          |        |                             |
| ۱۳   | مالزی      | ۳    | ۱   | ۰     | ۲    | ۷      | ۹        | ۲−       | ۳      | مقام چهارم در دور گروهی     |
| ۱۴   | اردن       | ۳    | ۰   | ۰     | ۳    | ۳      | ۱۰       | ۷−       | ۰      | مقام چهارم در دور گروهی     |
| ۱۵   | برمه       | ۳    | ۰   | ۰     | ۳    | ۵      | ۲۲       | ۱۷−      | ۰      | مقام چهارم در دور گروهی     |
| ۱۶   | کرهٔ جنوبی  | ۳    | ۰   | ۰     | ۳    | ۴      | ۲۵       | ۲۱−      | ۰      | مقام چهارم در دور گروهی     |

## رده‌بندی تیم‌ها درجام ملت‌های آسیا ۲۰۲۲
| رتبه | تیم           | بازی | برد | مساوی | باخت | گل زده | گل خورده | گل تفاضل | امتیاز | Final results               |
| ---- | ------------- | ---- | --- | ----- | ---- | ------ | -------- | -------- | ------ | --------------------------- |
| ۱    | ژاپن          | ۶    | ۵   | ۰     | ۱    | ۱۷     | ۷        | ۱۰+      | ۱۵     | قهرمان                      |
| ۲    | ایران         | ۶    | ۵   | ۰     | ۱    | ۳۹     | ۵        | ۳۴+      | ۱۵     | نایب قهرمان                 |
| ۳    | ازبکستان      | ۶    | ۵   | ۰     | ۱    | ۲۹     | ۷        | ۲۲+      | ۱۵     | مقام سوم                    |
| ۴    | تایلند        | ۶    | ۳   | ۱     | ۲    | ۱۶     | ۲۰       | ۴−       | ۱۰     | جایگاه چهارم                |
|      |               |      |     |       |      |        |          |          |        |                             |
| ۵    | تاجیکستان     | ۴    | ۲   | ۰     | ۲    | ۱۶     | ۱۴       | ۲+       | ۶      | حذف در مرحله یک چهارم نهایی |
| ۶    | اندونزی       | ۴    | ۲   | ۰     | ۲    | ۱۳     | ۱۱       | ۲+       | ۶      | حذف در مرحله یک چهارم نهایی |
| ۷    | ویتنام        | ۴    | ۲   | ۰     | ۲    | ۹      | ۱۲       | ۳−       | ۶      | حذف در مرحله یک چهارم نهایی |
| ۸    | کویت (H)      | ۴    | ۱   | ۲     | ۱    | ۱۱     | ۹        | ۲+       | ۵      | حذف در مرحله یک چهارم نهایی |
|      |               |      |     |       |      |        |          |          |        |                             |
| ۹    | عربستان سعودی | ۳    | ۲   | ۰     | ۱    | ۷      | ۴        | ۳+       | ۶      | جایگاه سوم در مرحله گروهی   |
| ۱۰   | عراق          | ۳    | ۱   | ۱     | ۱    | ۹      | ۵        | ۴+       | ۴      | جایگاه سوم در مرحله گروهی   |
| ۱۱   | بحرین         | ۳    | ۰   | ۱     | ۲    | ۸      | ۱۴       | ۶−       | ۱      | جایگاه سوم در مرحله گروهی   |
| ۱۲   | تایوان        | ۳    | ۰   | ۱     | ۲    | ۳      | ۱۵       | ۱۲−      | ۱      | جایگاه سوم در مرحله گروهی   |
|      |               |      |     |       |      |        |          |          |        |                             |
| ۱۳   | ترکمنستان     | ۳    | ۰   | ۱     | ۲    | ۹      | ۲۰       | ۱۱−      | ۱      | جایگاه چهارم در مرحله گروهی |
| ۱۴   | لبنان         | ۳    | ۰   | ۱     | ۲    | ۳      | ۱۷       | ۱۴−      | ۱      | جایگاه چهارم در مرحله گروهی |
| ۱۵   | کرهٔ جنوبی     | ۳    | ۰   | ۰     | ۳    | ۱      | ۱۵       | ۱۴−      | ۰      | جایگاه چهارم در مرحله گروهی |
| ۱۶   | عمان          | ۳    | ۰   | ۰     | ۳    | ۳      | ۱۸       | ۱۵−      | ۰      | جایگاه چهارم در مرحله گروهی |

## رده‌بندی تیم‌ها درجام ملت‌های آسیا ۲۰۲۴
طبق استانداردهای آماری فوتسال، مسابقاتی که در وقت‌های اضافه برگزار می‌شوند، برد و باخت محسوب می‌شوند، در حالی که بازی‌هایی که در ضربات پنالتی تعیین می‌شوند، به‌عنوان تساوی محسوب می‌شوند. آمار بازی‌های پلی آف جام جهانی فوتسال ۲۰۲۴ گنجانده شده است، اما برای رده‌بندی تیم‌ها لحاظ نخواهد شد. از رده‌بندی تیم‌ها در قرعه‌کشی مقدماتی و قرعه‌کشی نهایی دوره بعدی استفاده خواهد شد.
| رتبه | تیم           | بازی | برد | مساوی | باخت | گل زده | گل خورده | گل تفاضل | امتیاز | Final result                |
| ---- | ------------- | ---- | --- | ----- | ---- | ------ | -------- | -------- | ------ | --------------------------- |
| ۱    | ایران         | ۶    | ۵   | ۱     | ۰    | ۲۵     | ۹        | ۱۶+      | ۱۶     | قهرمان                      |
| ۲    | تایلند (H)    | ۶    | ۴   | ۱     | ۱    | ۱۷     | ۱۱       | ۶+       | ۱۳     | نایب قهرمان                 |
| ۳    | ازبکستان      | ۶    | ۴   | ۲     | ۰    | ۲۰     | ۱۳       | ۷+       | ۱۴     | مقام سوم                    |
| ۴    | تاجیکستان     | ۶    | ۲   | ۴     | ۰    | ۱۵     | ۱۲       | ۳+       | ۱۰     | چهارم                       |
|      |               |      |     |       |      |        |          |          |        |                             |
| ۵    | عراق          | ۵    | ۲   | ۰     | ۳    | ۱۷     | ۱۵       | ۲+       | ۶      | حذف در مرحله یک چهارم نهایی |
| ۶    | ویتنام        | ۵    | ۱   | ۱     | ۳    | ۶      | ۸        | ۲−       | ۴      | حذف در مرحله یک چهارم نهایی |
| ۷    | افغانستان     | ۶    | ۳   | ۱     | ۲    | ۱۸     | ۱۶       | ۲+       | ۱۰     | حذف در مرحله یک چهارم نهایی |
| ۸    | قرقیزستان     | ۶    | ۲   | ۲     | ۲    | ۱۷     | ۲۲       | ۵−       | ۸      | حذف در مرحله یک چهارم نهایی |
|      |               |      |     |       |      |        |          |          |        |                             |
| ۹    | ژاپن          | ۳    | ۱   | ۱     | ۱    | ۸      | ۴        | ۴+       | ۴      | حذف در مرحله گروهی          |
| ۱۰   | کویت          | ۳    | ۱   | ۱     | ۱    | ۵      | ۸        | ۳−       | ۴      | حذف در مرحله گروهی          |
| ۱۱   | برمه          | ۳    | ۱   | ۱     | ۱    | ۴      | ۷        | ۳−       | ۴      | حذف در مرحله گروهی          |
| ۱۲   | عربستان سعودی | ۳    | ۱   | ۰     | ۲    | ۶      | ۱۰       | ۴−       | ۳      | حذف در مرحله گروهی          |
| ۱۳   | کرهٔ جنوبی     | ۳    | ۰   | ۱     | ۲    | ۵      | ۱۲       | ۷−       | ۱      | حذف در مرحله گروهی          |
| ۱۴   | بحرین         | ۳    | ۰   | ۰     | ۳    | ۶      | ۱۰       | ۴−       | ۰      | حذف در مرحله گروهی          |
| ۱۵   | چین           | ۳    | ۰   | ۰     | ۳    | ۲      | ۷        | ۵−       | ۰      | حذف در مرحله گروهی          |
| ۱۶   | استرالیا      | ۳    | ۰   | ۰     | ۳    | ۶      | ۱۳       | ۷−       | ۰      | حذف در مرحله گروهی          |

1. ↑  برای رتبه‌های پنجم تا هشتم، تیم‌ها به ترتیب نزولی به این ترتیب رده‌بندی می‌شوند: تفاضل گل در مرحله یک چهارم نهایی، گل‌های زده شده در مرحله یک چهارم نهایی و روش استفاده از تیم‌های حذف شده در مرحله گروهی.

.[۱۱]
2. ↑  برای رده‌بندی مقام نهم تا شانزدهم، تیم‌ها به ترتیب جایگاه به ترتیب نزولی رتبه‌بندی شده‌اند: موقعیت در مرحله گروهی، امتیاز در تمامی بازی‌های گروهی، تفاضل گل در تمامی بازی‌های گروهی، گل‌های زده شده در تمامی بازی‌های گروهی، امتیاز انضباطی در تمامی بازی‌های گروهی و قرعه کشی. .[۱۱]